# Jim Douglas
James Douglas, detto Jim Douglas, è uno dei protagonisti umani della serie di Herbie, è, infatti, il pilota automobilistico del Maggiolino più apparso nei film: in Un Maggiolino tutto matto, Herbie al rally di Montecarlo e Il ritorno del maggiolino tutto matto e nella serie TV Herbie, the Love Bug. È interpretato da Dean Jones.

## Biografia
Jim Douglas è un pilota di scarso livello, famoso soprattutto per i suoi numerosi incidenti; vive a San Francisco, in una vecchia stazione di pompieri, assieme all'amico Tennessee Steinmetz. Acquistato Herbie, tuttavia, l'uomo riscuote un grande successo, entrando in competizione con Peter Thorndyke, il concessionario che gli ha rifilato il Maggiolino. Vincendo la corsa Eldorado, Jim batte definitivamente il rivale e si guadagna l'amore di Carole Bennet, che sposa alla fine del primo film.
In Herbie il Maggiolino sempre più matto, apprendiamo che Jim ha abbandonato San Francisco per recarsi in Europa a correre con auto straniere. Il personaggio fa il suo ritorno nel terzo film della serie; Jim, dopo una lunga assenza, torna alle corse assieme al suo meccanico Wheely Applegate. In questo film, l'uomo è single (non si sa che fine abbia fatto Carole), e si invaghisce della bella pilota Diane Darcy.
In Herbie sbarca in Messico, apprendiamo che ha regalato Herbie al nipote Davy Johns. Due anni dopo (nella serie tv), Jim torna in possesso di Herbie, con il quale apre una scuola guida; grazie al suo Maggiolino, l'uomo corteggia ed infine sposa Susan McLane, già madre di tre figli. Il personaggio fa la sua ultima apparizione in Il ritorno del Maggiolino tutto matto, dove si reca al funerale di Herbie, salvo poi partecipare ai lavori per la sua ricostruzione. Douglas non compare invece nell'ultimo film della serie, Herbie - il super Maggiolino.